# Rubicon (Amerikaanse band)
Rubicon was een Amerikaanse one-hit wonder funkrockband uit Californië, wiens I'm Gonna Take Care of Everything in 1978 11 weken in de Billboard Hot 100 doorbracht, met een piek op #28.

## Bezetting
- Jerry Martini
- Greg Eckler
- Brad Gillis
- Max Haskett
- Dennis Marcellino
- Jim Pugh
- Jack Blades
- Johnny Colla
- Chuck Crenshaw
- J.P. Michaels
- David Christians
- Randy Newhouse.

## Geschiedenis
Rubicon werd opgericht in San Francisco door Jerry Martini, een oorspronkelijk lid van Sly & the Family Stone. Andere leden van de band waren Greg Eckler (zang, drums), Brad Gillis (gitaar), Max Haskett (zang, hoorns), Dennis Marcellino (sax, zang), Jim Pugh (keyboards), Jack Blades (bas) en Johnny Colla (gitaar). Hun eerste album, de titelloze Rubicon, uitgebracht in 1978, leverde hun enige hit op. Ze brachten in 1979 het tweede album America Dreams uit, voordat ze uit elkaar gingen. Drummer Kelly Keagy werd voor het uiteenvallen op tournee gebracht als drummer. Keagy, Gillis en Blades formeerden de succesvolle band Night Ranger. Johnny Colla zou een van de oprichters worden van Huey Lewis & the News.
Rubicon hervormde begin jaren 1990 als een progressieve rockband met Greg Eckler (drums), Chuck Crenshaw (keyboards), J.P. Michaels (zang, basgitaar), David Christians (zang, leadgitaar) en Randy Newhouse (gitaar). Deze versie van Rubicon produceerde de cd Best of Rubicon en de single Whipping Boy, geschreven door Michaels en Crenshaw. Deze versie van Rubicon had niets te maken met de oorspronkelijke band. Chuck Crenshaw (Olsen) en J.P. Michaels (Parenti) zijn verhuisd van de staat New York naar Minnesota. Die vorm van Rubicon verhuisde naar Californië en nam een demo met vijf nummers op.